# Château de l'abbaye de Cysoing
Le château de Cysoing, aussi appelé château de l'Abbaye (abbaye Saint-Calixte de Cysoing aujourd'hui détruite), est un édifice inscrit monument historique depuis le 9 octobre 2008. Il est accompagné d'un jardin, appelé parc du château ou jardin de l'abbaye.

## Architecture
Édifié dans les années 1800 dans le parc de l'ancienne abbaye de Cysoing, dont le roi Louis XV et ses courtisans vantaient la beauté lors d'un déplacement en ce lieu, le château, d'extérieur, est une copie du Petit Trianon de Versailles.
La façade principale est constituée d'un avant-corps central en légère saillie de quatre colonnes d'ordre colossal à chapiteaux ioniques, et d'une travée de part et d'autre surmontée d'un fronton curviligne. À l'intérieur, la forme des pièces était caractéristique des pavillons ou folies de la seconde moitié du XVIIIe siècle et du début du XIXe, et n'est donc pas identique au Petit Trianon de Versailles de ce point de vue. Après 1824, des allées sinueuses formant un parc romantique sont tracées. 
En 1907, l'architecte du théâtre Sébastopol à Lille, chargé de moderniser le pavillon, lui donna son aspect actuel, dans le courant de l'époque de redécouverte du style néoclassique. Ces derniers travaux ont favorisé l'inscription du bâtiment en tant que monument historique.
Le château a été construit avec des matériaux provenant de l'ancienne abbaye. Bâti en partie contre le mur abbatial, il se compose de trois niveaux dont deux sont accessibles directement par l'extérieur, le sous-sol par le côté Nord, le rez-de-chaussée par le côté Ouest, face aux plans d’eau.

## Dans le même lieu

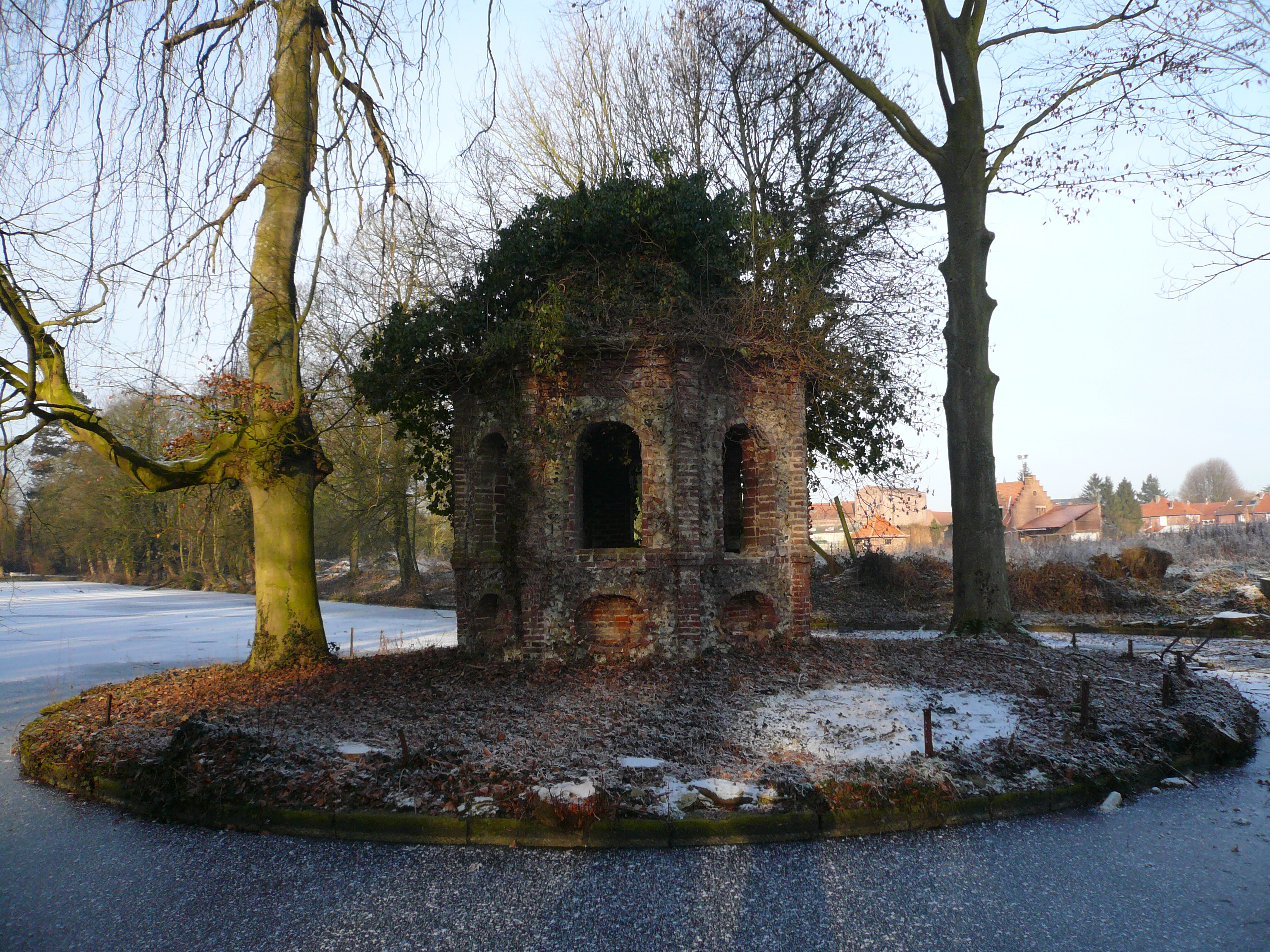
L'une des îles construites, ici celle toujours debout.

Le parc, d’environ 2,5 hectares, présente des éléments proches du château. Il s’agit, tout d’abord, de la grille d’entrée du XVIIIe siècle, des viviers constitués de deux grands plans d’eau, de grottes (ou plutôt tunnels) composées d’un fonds lapidaire provenant de l’abbaye, d’une île avec une ancienne chapelle, du mur d’enceinte du clos abbatial ou encore de nombreux arbres d’essences nobles.
La pyramide de Fontenoy est un obélisque érigé en l'honneur du roi Louis XV commémorant le séjour de ce dernier à l'abbaye de Cysoing en 1744.

## Résumé du projet

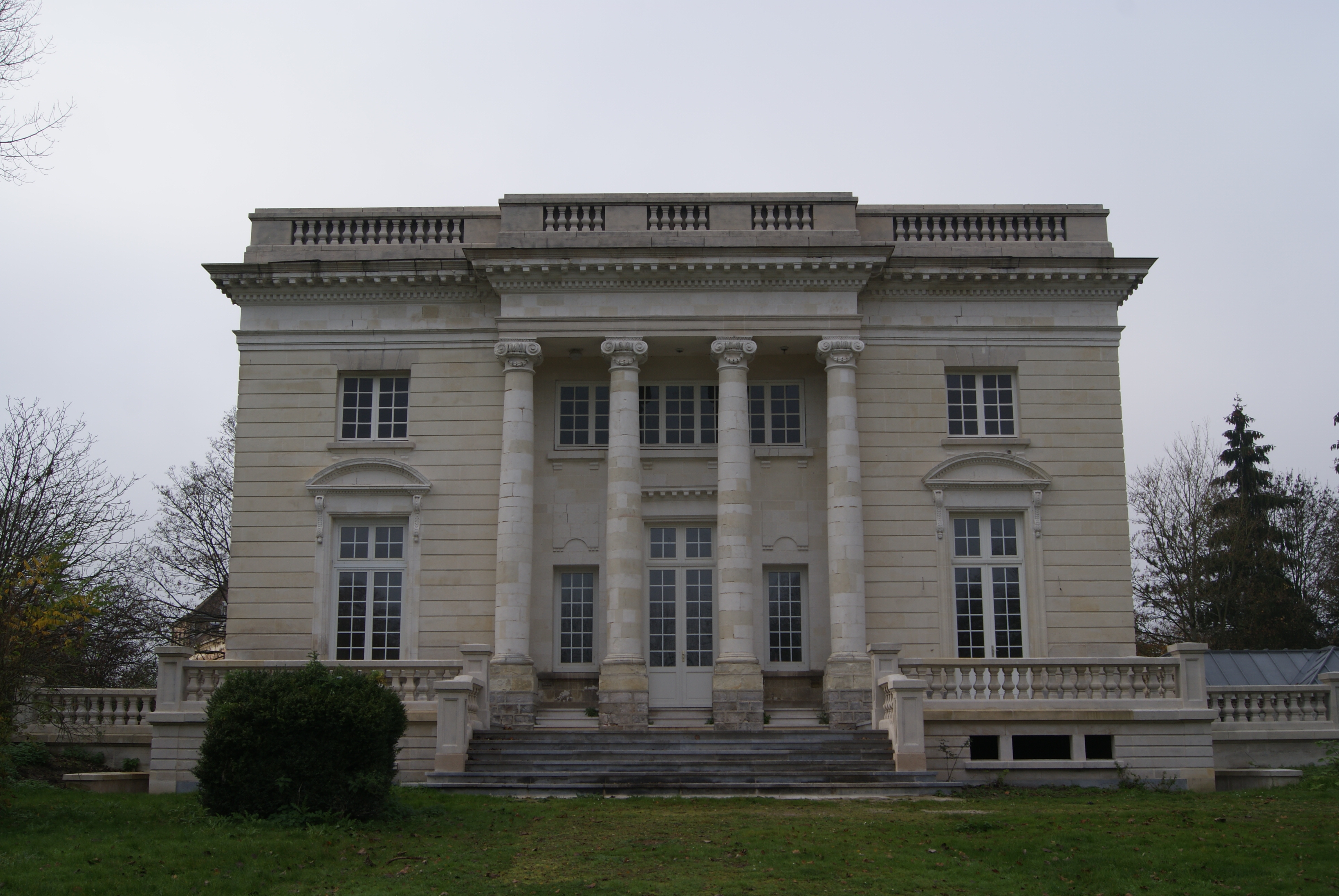
Château à l'image du Petit Trianon de Versailles.

Fondé sur les lieux de l'ancienne abbaye de Cysoing, monastère fondé par Saint Evrad, l'édifice apparaît au début du XIXe siècle. C’est vers 1800 que l’avocat lillois, Philippe Joseph Riquet, entreprit de faire construire dans l’axe des deux viviers du clos abbatial, alors vendu en tant que bien national,  « un très joli château », en s'inspirant du Petit Trianon.
En 1907, Léonce Hainez, architecte du théâtre Sébastopol à Lille, fut chargé de moderniser le pavillon, lui donnant son aspect actuel.
Aujourd'hui, l'édifice est inscrit monument historique depuis 2008.

## Histoire associée au château

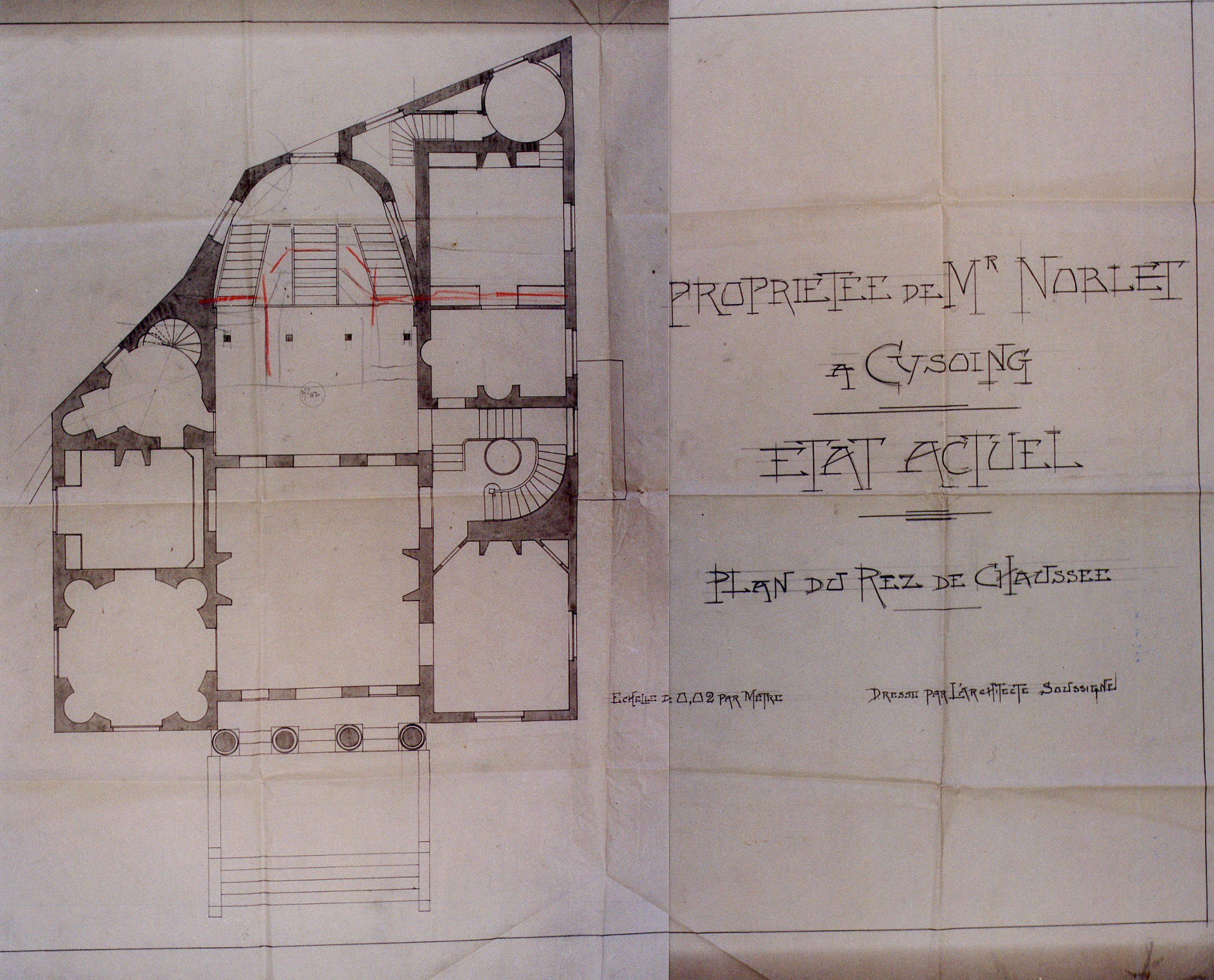
Photographie d'un plan de l'architecte devant moderniser le château.

L'ancienne abbaye de Cysoing, fondée au IXe siècle et détruite à la Révolution, donna le nom à l'actuel château. Avant sa destruction, aux alentours de 1700, deux grands viviers sont creusés dans l'enclos de l'abbaye (correspondant aujourd'hui aux bassins du château). Ces derniers forment alors une perspective centrale vers un pavillon, situé à l'ouest de l'actuel château. Deux petites îles sont aussi construites abritant chacune deux chapelles à l'extrémité des deux bassins, mais il n'en reste qu'une désormais.
Lors de la Révolution, l'enclos de l'abbaye est divisé en 60 lots, dont l'avocat lillois Philippe-Joseph Riquet achète les deux tiers, comprenant les deux viviers et un jardin avec la pyramide de Fontenoy. L'homme fera alors bâtir le château dans la perspective du pavillon du Belvédère situé à l'ouest en utilisant en partie des restes de l'abbaye, dont il se servira aussi afin de construire un tunnel sous une levée de terre artificielle près du château. L'ensemble est vendu le 20 septembre 1816 à Charles-Lucien Lipsin-Caccant, l'avocat étant ruiné. L'acheteur le vendra trois années plus tard, le 15 juin 1819, à Augustin-Hubert-Joseph Charvet.
Entre 1824 et 1886,) sont tracées des allées sinueuses avec des bassins au milieu d'épais massifs de buissons posés sur des talus formant un parc romantique. Ce dernier était appelé "Le labyrinthe" jusqu'au milieu du XXe siècle. Il fut peut-être réalisé par Charvet, mais cela reste incertain puisqu'il revend l'ensemble (château, parc, pyramide) en plusieurs lots en 1838, provoquant ainsi le mécontentement de la population locale, craignant un déplacement de la Pyramide. Or, le conseil général du Nord rachète la parcelle en question et cette dernière est classée monument historique sur la liste de 1840.
Charles Marteau, architecte, restaura en 1888 le monument et restitua les dauphins disparus. Le château à cette époque gardait son aspect d'origine de pavillon du XVIIIe siècle, reflet à taille réduite du Petit Trianon de Versailles.
Au début du XXe siècle, l'architecte Léonce Hainez fut chargé, à la demande du propriétaire Noblet de moderniser l'édifice afin de le mettre au goût du jour dès le mois d'octobre 1907. Les relations entre ces deux hommes ne furent pas très bonnes, le propriétaire se plaignant des retards, du manque d'information, d'absences de l'architecte ou de plans. Néanmoins, ces différends mis de côté, les travaux aboutissent et laissent place à des modifications importantes de l'édifice (dès décembre 1907, une partie est démolie pour question de symétrie, d'autres sont modifiées, d'autres aménagées, en bref, de véritables modifications substantielles modernisant le bâtiment). 
L'édifice se présente, une fois les travaux terminés, comme une vraie folie du XVIIIe siècle.
L'ajout du chauffage central par Paul Declercq[Qui ?], de l'eau courante avec évacuation des eaux usées et la réalisation d'un monte-plats concrétisa fermement la modernisation du château. L'architecte fit aussi des plans d'une passerelle afin de passer soit au-dessus du canal reliant les deux viviers à leur extrémité Est, soit pour passer au-dessus du canal prolongeant le vivier Nord vers l'Est. Cependant ce projet fut refusé par Noblet et la compagnie qui la réalisa dut alors en fournir plusieurs autres face à l'insistance du propriétaire.
L'architecte Léonce Hainez donna alors l'aspect de ce bâtiment que nous lui connaissons de nos jours. 
Durant le XXe siècle, plusieurs propriétaires se succédèrent, notamment la famille Ernoult de 1919 à 1943 qui entreprit quelques travaux supplémentaires réalisés par Jean-Baptiste Maillard en 1925. Aujourd'hui, les propriétaires de nationalité anglaise ont accepté de se dessaisir de la propriété au profit de l'E.P.F (Établissement public foncier), au bénéfice de la commune de Cysoing.
Cette commune a pour objectif d'y installer les bureaux de la mairie ainsi qu'une médiathèque, mais aussi d'ouvrir le parc au public et, partiellement si possible, de retracer les allées rayonnantes autour de la pyramide de Fontenoy.

## Localisation
Le château de l'abbaye occupe une partie de l'ancien clos abbatial. Il est situé à proximité du centre ville de Cysoing.